# Кузьмін Ренат Равелійович
Кузьмін Ренат Равелійович (нар. 12 липня 1967, Донецьк, УРСР) — колишній український юрист, проросійський політик. Державний радник юстиції 1 класу, державний службовець 1 рангу. Був заступником Секретаря РНБО (з 4 жовтня 2013 до 2014), першим заступником Генерального прокурора України (2010–2013).
Народний депутат IX скл. від проросійської партії ОПЗЖ. Член Комітету ВРУ з питань гуманітарної та інформаційної політики. Заступник голови тимчасової слідчої комісії ВРУ з питань розслідування можливих протиправних дій представників органів державної влади та інших осіб, що могли сприяти порушенню державного суверенітету, територіальної цілісності та недоторканності України і становити загрозу національній безпеці України (з 19 травня 2021)
5 жовтня 2022 року Державне бюро розслідувань повідомило Кузьміну підозру в державній зраді, його було оголошено в розшук.
Громадянство України припинено згідно з Указом Президента України у січні 2023 року. 13 січня 2023 позбавлений мандату народного депутата України конституційною більшістю Верховної Ради України.

## Життєпис
Народився 12 липня 1967 року в Донецьку.
- 1985 — студент Української юридичної академії (Харків);
- 1986 — службовець строкової служби;
- 1988 — службовець в Донецькому виробничо-торговому трикотажному об'єднанні;
- 1991 — стажист Донецької природоохоронної міжрайонної прокуратури;
- 1991 — стажист прокуратури Ленінського району Донецька;
- 1992 — старший помічник прокурора Ленінського району м. Донецька;
- 1992 — заступник прокурора Ленінського району Донецька;
- 1994 — заступник прокурора Ворошиловського району Донецька;
- 1995 — прокурор Донецької природоохоронної міжрайонної прокуратури;
- 1998 — прокурор Кіровського району Донецька;
- 1999 — начальник управління прокуратури Донецької області;
- 1999 — прокурор Макіївки Донецької області;
- 2003 — заступник прокурора Донецької області, начальник управління прокуратури Донецької області;
- 2003 — прокурор Києва;
- 2005 — старший помічник прокурора Київської області;
- 2005 — заступник прокурора Київської області;
- 2006 — заступник Генерального прокурора України;
- 2010 — 2013 — перший заступник Генерального прокурора; України[9]
- 2013 — 2014 — заступник Секретаря Ради національної безпеки і оборони України.[10]

Кандидат у народні депутати від партії ОПЗЖ на виборах 2019 року, № 35 у списку.

## Членство в органах
- Член колегії Генеральної прокуратури України;
- Член Вищої ради юстиції України;
- Член Національного антикорупційного комітету (Указ Президента України від 16 березня 2012 року № 201/2012);
- Член робочої групи з реформування прокуратури та адвокатури (розпорядження Президента України від 22 листопада 2011 року № 362/2011-рп);
- Член робочої групи з реформування кримінального судочинства (Указ Президента України від 17 серпня 2010 року № 820/2010).

## Прокурор
В Генеральній прокуратурі координував діяльність заступників генпрокурора України і структурних підрозділів ГПУ, та відповідальний за організацію роботи управління нагляду за додержанням Міністерством закордонних справ України законодавства у сфері зовнішніх відносин та ГУ з розслідування особливо важливих справ.
Економічний експерт Андерс Ослунд 3 жовтня 2012 припустив, що до Рената Кузьміна урядом США застосовані візові обмеження через зв'язки з організованою злочинністю, які встановило ФБР або через причетність до порушень прав людини.

## Резонансні справи
Під керівництвом Кузьміна направлені до суду справи відносно колишнього Міністра МВС Луценка за ч. 5 ст. 191 і ч. 3 ст. 365 КК України, ч. 1 ст. 367 КК України, колишнього заступника Міністра охорони навколишнього природного середовища України Георгія Філіпчука за ч. 3 ст. 365 КК України, колишнього прем'єр-міністра України Юлії Тимошенко за ч. 3 ст. 365 КК України.
Кузьміним порушено кримінальну справу щодо колишнього Президента України Леоніда Кучми за фактом перевищення влади і службових повноважень, що спричинило тяжкі наслідки щодо охоронюваних законом прав та інтересів громадян Георгія Ґонґадзе та Олексія Подольського, за ч. 3 ст. 166 КК України (в редакції КК України 1960 року).
Під керівництвом Рената Кузьміна проводилося досудове слідство у кримінальній справі про злочинну діяльність Ткача С. Ф., яким упродовж 1984—2005 років вчинено низку навмисних вбивств та замахів на вбивства, поєднаних із зґвалтуваннями жінок, неповнолітніх та малолітніх дівчат, за які, як встановило слідство, було незаконно засуджено 8 осіб. По кожному з установлених фактів незаконного засудження осіб у даній справі проведено розслідування нововиявлених обставин, та у 2008—2010 роках судами скасовані вироки щодо незаконного засудження.
2010 року, будучи заступником генпрокурора, Кузьмін прокурорським поданням звільнив Гіві Джвебовича Немсадзе на прізвиська «Гівчик» та «Папа», ватажка організованого злочинного угруповання, від кримінальної відповідальності за обвинуваченнями у справі щодо низки вбивств у Донецькій області в 1990-х.

## Після революції

### Вибори Президента України 2014

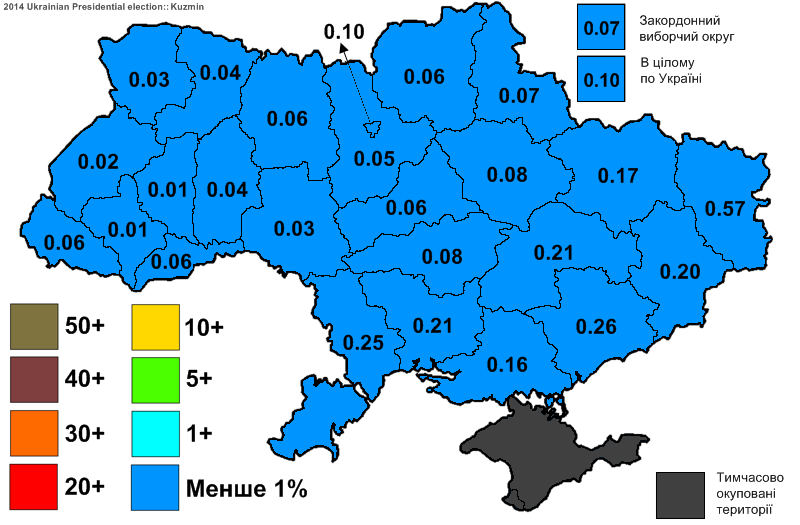
Підтримка Кузьміна на виборах Президента України 2014.

2014 року балотувався на посаду Президента України, отримав 0,10 % голосів.

### Заява у справіҐонґадзе
У грудні 2014 року Кузьмін в етері каналу «1+1» заявив, що за припинення кримінальної справи проти Леоніда Кучми у справі про вбивство Георгія Гонгадзе було сплачено хабар у мільярд доларів.
Цю заяву Кузьміна спростував Пшонка. Віктор Пінчук пояснив її як замовну, з наміром впливати на Мінський процес.

## Розслідування

### Затримання Луценка
У травні 2014 року ГПУ почала досудове розслідування щодо організації 2010 року Кузьміним незаконного затримання екс-міністра МВС Луценка та підбурювання судді Печерського суду до обрання йому запобіжного заходу у вигляді арешту. 26 та 27 червня МВС та ГПУ оголосили Кузьміна в розшук.
18 грудня 2014 року МВС направило листа до Інтерполу з проханням оголосити Кузьміна у міжнародний розшук. 14 січня 2015 року керівник робочого апарату Укрбюро Інтерполу Василь Неволя повідомив ГУБОЗ МВС України про те, що «офіс з юридичних питань Генерального секретаріату Інтерполу прийшов до висновку, що справа за підозрою Кузьміна має політичний характер і підпадає під статтю 3 статуту Інтерполу».
Статутом Інтерполу організації заборонено втручатися або провадити діяльність політичного, військового, релігійного і расового характеру. Також Кузьміна підозрювали у відмиванні грошей та інших особливо тяжких злочинах. 5 вересня 2019 року Рената було знято з розшуку. 22 серпня 2019 року ГПУ закрила кримінальне провадження проти Кузьміна.

### Державна зрада
5 жовтня 2022 року Кузьміну повідомлено про підозру у державній зраді, його дії кваліфіковано за ч. 1 ст. 111 ККУ. Кузьмін з березня 2021 поширював антиукраїнську пропаганду, сам він на момент винесення підозри переховувався від слідства. У березні 2023 року Кузьміна було заочно заарештовано, а у вересні суд дозволив провести спеціальне розслідування у справі Кузьміна щодо державної зради.
У лютому 2024 року ДБР закінчило досудове розслідування, обвинувальний акт було направлено до суду.

## Скандали
Кузьмін незаконно побудував собі маєток у рекреаційній зоні Пущі-Водиці.
У грудні 2019 року Кузьмін в етері проросійського телеканалу 112 Україна назвав російських терористів з ЛДНР «захисниками» Донбасу від «режиму Зеленського».

## Народний депутат
2019 року отримав мандат народного депутата IX скликання. Зважаючи на те, що Ренат знаходився в розшуку, ЦВК спочатку заборонила йому брати участь у виборах, але згодом допустила. Він отримав мандат від ОПЗЖ.

## Санкції
22 листопада 2024 року за рішенням РНБО № 779/2024 позбавлений всіх державних нагород України.

## Нагороди
- Орден «За заслуги» II ст. (29 листопада 2012) — за значний особистий внесок у розбудову правової держави, зміцнення законності, захист конституційних прав і свобод громадян, багаторічну сумлінну працю та високий професіоналізм[31][32][33]. (позбавлений)
- Орден «За заслуги» III ст. (8 грудня 2008) — за вагомий особистий внесок у боротьбу зі злочинністю, зразкове виконання службових обов'язків при розслідуванні резонансних кримінальних справ[34] (позбавлений)
- Заслужений юрист України (20 серпня 2008) — за вагомий особистий внесок у зміцнення законності та правопорядку, боротьбу зі злочинністю, захист економічних інтересів України[35] (позбавлений)
- Почесна грамота ВРУ, нагрудними знаками «Почесний працівник прокуратури України», «Подяка за сумлінну службу в органах прокуратури» І ступеня та «Подяка за довготривалу бездоганну службу в органах прокуратури». (позбавлений)

## Наукова діяльність
- Доктор юридичних наук, професор.
- Наукові праці Кузьміна опубліковано у фахових українських виданнях «Вісник Академії прокуратури України», «Прокуратура. Людина. Держава», «Юридичний літопис», «Вісник прокуратури», «Наше право», «Науковий вісник Національної академії внутрішніх справ».
- 2011 року вийшла монографія Кузьміна «Господарсько-правовий механізм декриміналізації економіки України».
- Наукова стаття «Дифамація як засіб незаконного впливу на суд та слідство в кримінальному процесі України» [Архівовано 25 травня 2013 у Wayback Machine.] була опублікована у фаховому виданні — газеті Закон і Бізнес № 11 (1101), 16-22 березня 2013 року.

## Цікаві факти
У програмі Яна Табачника рос. «Честь имею пригласить» 8 січня 2011 року Кузьмін почав грати на роялі Бетховена, що викликало репліку Табачника: «Ты Мурку давай, чё ты вот это!», після чого Кузьмін на пару з продюсером Табачника зіграв мелодію блатної пісні «Мурка». Пізніше Кузьмін уточнив, що зіграв попурі — Бетховен, «Мурка» та рок-н-рол.
Сім'я Кузьміна володіє державною дачею в комплексі державних дач «Пуща-Водиця». Згідно офіційної декларації родина Рената має тут у володінні будинок площею 1 тисячу 68 м2. На обслуговування цієї дачі (охорона, садівники) з держбюджету йде 16 млн грн..